# Hanin Zubi
Hanin Zubi (hebr.: חנין זועבי, arab.: حنين زعبي, ang.: Haneen Zoabi, Hanin Zoabi, ur. 23 maja 1969 w Nazarecie) – izraelska polityk pochodzenia arabskiego, w latach 2009–2019 poseł do Knesetu z list Baladu i Zjednoczonej Listy.

## Życiorys
Urodziła się 23 maja 1969 w Nazarecie. Uzyskała bakalaureat z psychologii i filozofii na Uniwersytecie Hajfy, a następnie studia magisterskie z zakresu mediów i komunikacji na Uniwersytecie Hebrajskim.
W wyborach parlamentarnych w 2009 po raz pierwszy dostała się do izraelskiego parlamentu z listy Baladu. W 2013 uzyskała reelekcję.  W osiemnastym Knesecie zasiadała w komisji pozycji kobiet i równouprawnienia, a Knesecie dziewiętnastej kadencji dodatkowo w specjalnej komisji praw dziecka. W wyborach w 2015 Balad dołączył do szerokiej koalicji partii arabskich – Zjednoczonej Listy, a Zubi zdobyła mandat poselski po raz trzeci, w dwudziestym Knesecie zasiadając w komisji edukacji, kultury i sportu.
W kwietniu 2019 utraciła miejsce w parlamencie.

## Życie prywatne
Jest niezamężna, mieszka w Nazarecie.